# Maserati Coupé/Spyder

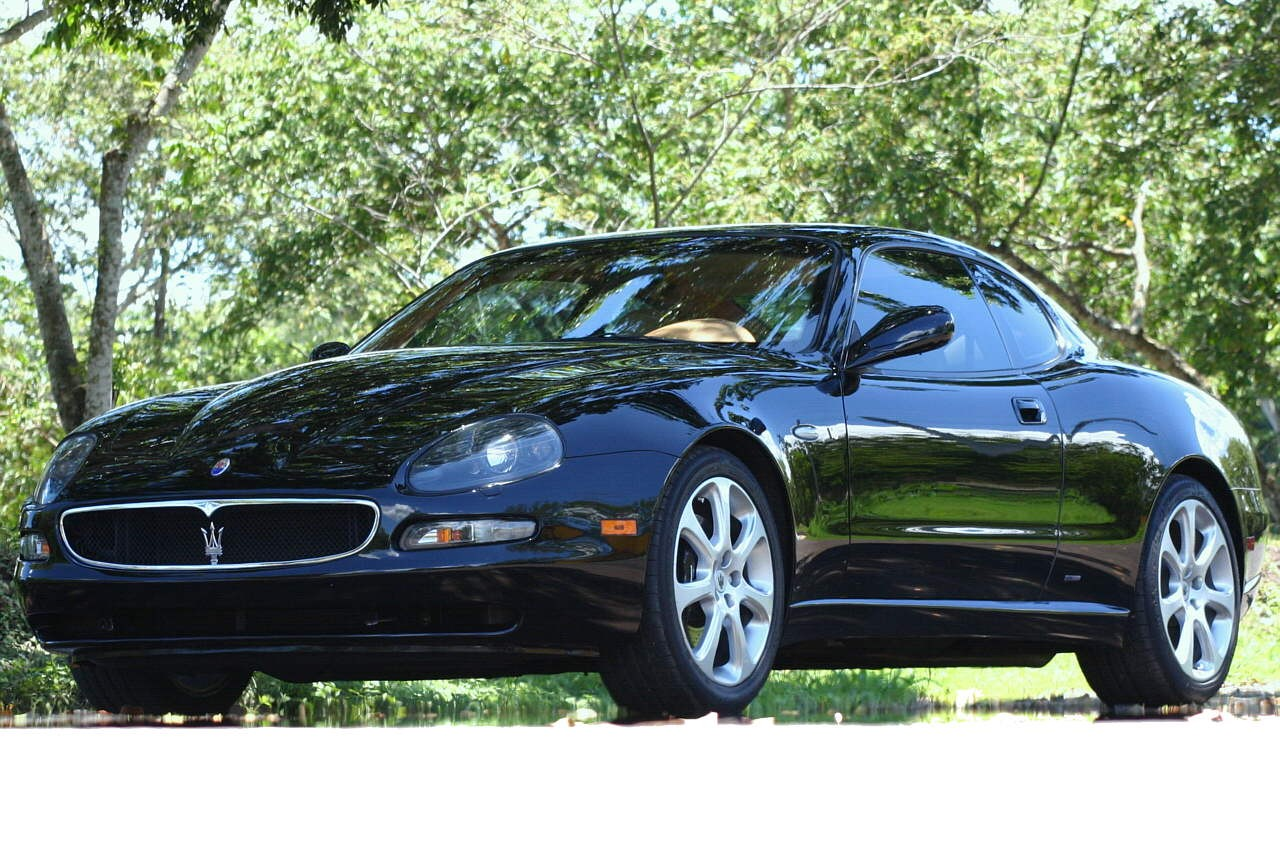
Maserati Coupé.

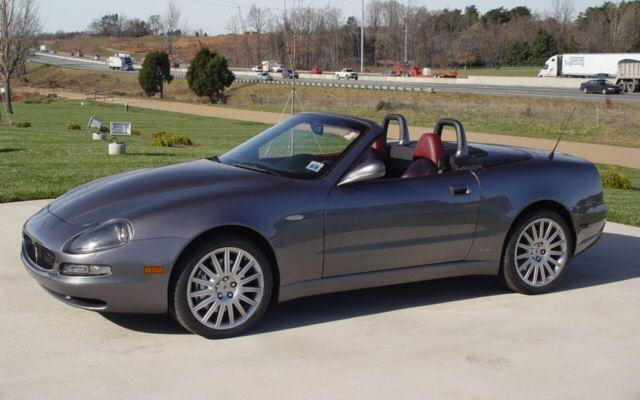
Maserati Spyder.

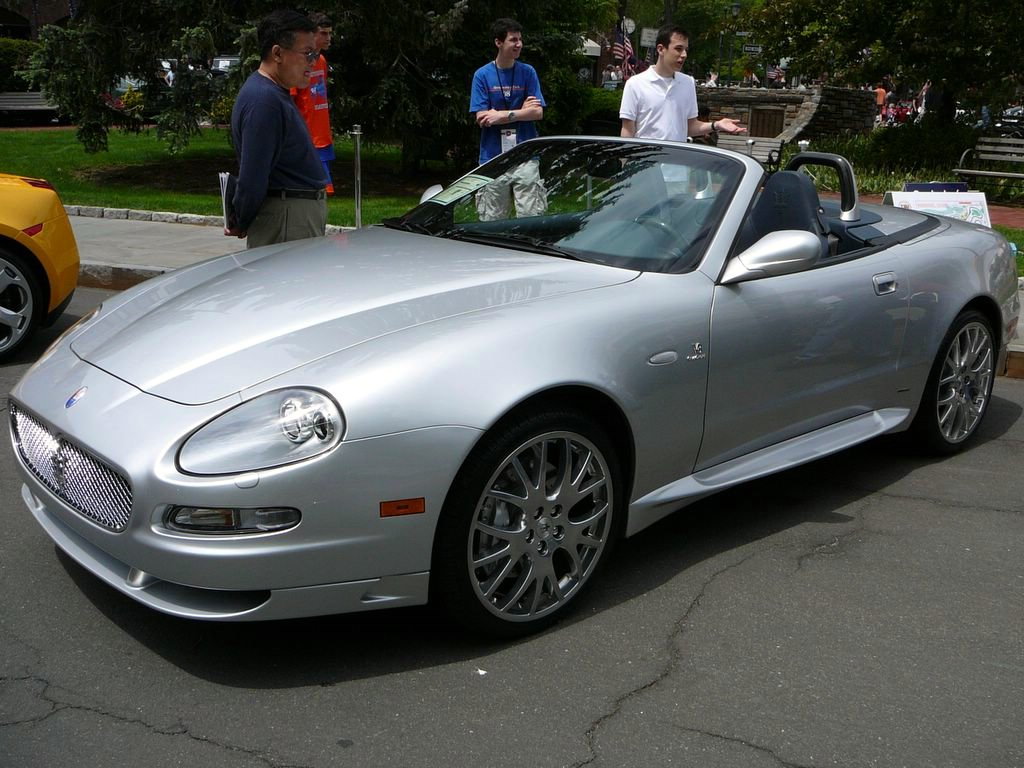
Maserati GranSport Spyder.

El Maserati Coupé y Spyder es un automóvil deportivo de altas prestaciones producido por el fabricante italiano Maserati desde el año 2002 hasta 2007. Las designaciones Coupé y Spyder corresponden a las carrocerías cupé de cuatro plazas y descapotable de dos plazas respectivamente, que se presentaron oficialmente en el Salón del Automóvil de Detroit de 2002 y en el Salón del Automóvil de Frankfurt de 2001.
Algunos de los rivales del Coupé/Spyder son el Jaguar XK y el Mercedes-Benz Clase CL. El Maserati GranSport es una evolución del Coupé.
El modelo fue diseñado por Giorgetto Giugiaro y ensamblado en Módena (Italia). Tiene un motor delantero longitudinal y tracción trasera. Su motor de gasolina es un V8 de 4.2 litros de cilindrada y 390 CV de potencia máxima.
En 2007 fue remplazado por el GranTurismo.

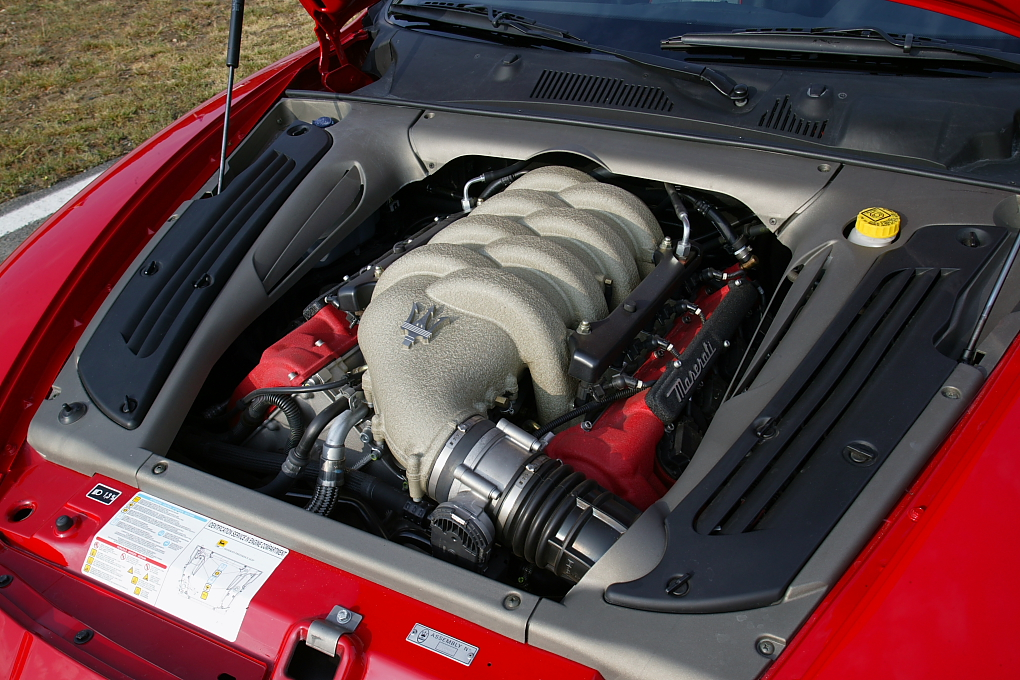
V8 de Maserati.